# 竹内常一
竹内 常一（たけうち つねかず、1935年1月13日 - 2020年9月1日）は、日本の教育学者。國學院大学名誉教授。専門は生活指導論・青年期教育論・文学教育論。

## 来歴
大阪府生まれ。東京大学大学院教育学研究科修士課程修了。國學院大學文学部教授を2005年3月退職。
民間教育研究団体「全国生活指導研究協議会」「高校生活指導研究協議会」の理論的指導者のひとり。
2020年9月1日、老衰のため死去。85歳没。

## 著書
- 『生活指導の理論』（明治図書出版） 1969
- 『教育への構図 子ども・青年の発達疎外に挑む』（高校生文化研究会） 1976
- 『民主的人格の形成と高校教育 上巻 (学力問題と教科指導)』（明治図書出版） 1978
- 『民主的人格の形成と高校教育 下巻 (非行問題と生活指導)』（明治図書出版） 1980
- 『生活指導と教科外教育 生活指導の基本問題上巻』（民衆社） 1980
- 『学級集団づくりの方法と課題 生活指導の基本問題・下』（民衆社） 1980
- 『若い教師への手紙』（高校生文化研究会） 1983
- 『子どもの自分くずしと自分つくり』（東京大学出版会、up選書） 1987
- 『いま、学校になにが問われているか 学校論へのいざない』（明治図書出版、楽しい学校づくりシリーズ1） 1992
- 『日本の学校のゆくえ 偏差値教育はどうなるか』（太郎次郎社） 1993
- 『学校ってなあに 10代との対話』（青木書店） 1994
- 『学校の条件 学校を参加と学習と自治の場に』（青木書店） 1994
- 「竹内常一教育のしごと」全5巻（青木書店） 1995

1. 『生活指導論』
2. 『集団論』
3. 『学校改革論』
4. 『子ども・青年論』
5. 『共同・自治論』

- 『子どもの自分くずし、その後 "深層の物語"を読みひらく』（太郎次郎社） 1998
- 『少年期不在 子どものからだの声をきく』（青木書店） 1998
- 『教育を変える 暴力を越えて平和の地平へ』（桜井書店） 2000
- 『おとなが子どもと出会うとき子どもが世界を立ちあげるとき 教師のしごと』（桜井書店） 2003
- 『読むことの教育 高瀬舟、少年の日の思い出』（山吹書店） 2005
- 『いまなぜ教育基本法か』（桜井書店） 2006
- 『新・生活指導の理論 ケアと自治 :学びと参加』（高文研） 2016.8

### 共編著
- 『教科経営の創造 小学校一～六年、中学校一～三年生』（滝沢武久, 中内敏夫共編、国土社、教科経営シリーズ） 1969
- 『講座高校生活指導』全3巻（木下春雄共編、明治図書出版） 1971 - 1972
- 『高校の授業と集団づくり』（編著、明治図書出版、生活指導選書） 1974
- 『教育学を学ぶ 発達と教育の人間科学』（柴田義松, 為本六花治共編、有斐閣選書） 1977
- 『講座日本の学力 9巻 芸術』（竹内常一ほか著、日本標準） 1979
- 『講座日本の学力 10巻 教科外教育』（竹内常一ほか著、日本標準） 1979
- 『非行をとらえ直す (編、民衆社、非行克服シリーズ） 1983
- 『<子ども>時代の住人たち』（山下道也共著、鉱脈社、ひむか新書） 1986
- 『新しい生活指導の実践』（竹内常一ほか編、一ツ橋書房） 1988
- 『「子どもの権利条約」から学校をみる』（三上満共著、労働旬報社、メッセージ21） 1993
- 『総合学習と学校づくり 普通教育の脱構築へ向けて』（高生研共編、青木書店） 2001
- 『揺らぐ<学校から仕事へ> :労働市場の変容と10代』（高生研共編、青木書店、Aoki教育library） 2002
- 『教師を拒否する子、友達と遊べない子 子どもと紡ぐ小さな物語』（全国生活指導研究協議会共編、高文研） 2003
- 『国語 授業づくりで変える高校の教室』（編著、明石書店） 2005
- 『今こそ学校で憲法を語ろう』（渡辺治, 佐藤功共編著、青木書店） 2007
- 『生活指導事典 生活指導・対人援助に関わる人のために』（日本生活指導学会編著、竹内編、エイデル研究所） 2010
- 『教育と福祉の出会うところ 子ども・若者としあわせをひらく』（佐藤洋作共編著、山吹書店） 2012
- 『生活指導と学級集団づくり 中学校』 (全生研常任委員会企画、竹内編集代表、照本祥敬, 加納昌美編著、高文研、シリーズ教師のしごと） 2015
- 『生活指導とは何か』（折出健二共編著、高文研、シリーズ教師のしごと1） 2015
- 『生活指導と学級集団づくり 小学校』（全生研常任委員会企画、竹内編集代表、小渕朝男, 関口武編著、高文研、シリーズ教師のしごと2） 2016
- 『学びに取り組む教師』（全生研常任委員会企画、竹内編集代表、子安潤, 坂田和子編著、高文研、シリーズ教師のしごと4） 2016

## 翻訳
- 『児童集団の組織と訓育 子どもの家における集団づくりの計画と実践』（ア・ゲ・ウマンスキー, ア・エヌ・ラヴリク, カ・ゼ・アサトゥロワ、伊東喬共訳、明治図書出版） 1964